# Asia-Pacific Network Information Centre

RIR Zuständigkeitsregionen

Das Asia Pacific Network Information Centre, kurz APNIC ist seit 1993 die zuständige Regional Internet Registry (RIR) für die Region Asien und den Pazifik. Sie betreut IP-Adressen, AS-Nummern, DNS-Einträge und andere Netzwerkressourcen.
Die IP Registrationsinformationen können in der WHOIS Datenbank bei whois.apnic.net abgefragt werden, welche Einträge der APNIC selbst enthalten, wie z. B. TWNIC (Taiwan), KRNIC (Korea), oder JPNIC (Japan). Jedoch kann die APNIC-WHOIS-Datenbank nicht als vertrauenswürdig betrachtet werden, da die Daten selten Informationen über den lokalen ISP hinaus enthalten, der meist auch noch ein Monopol besitzt.
Die vorhergehende RIR für Australien, bekannt unter dem Namen AUNIC wurde aufgelöst und die Verantwortlichkeiten wurden der APNIC unterstellt.

## Länder
- Afghanistan
- Amerikanisch-Samoa (U.S.)
- Australien
- Bangladesch
- Bhutan

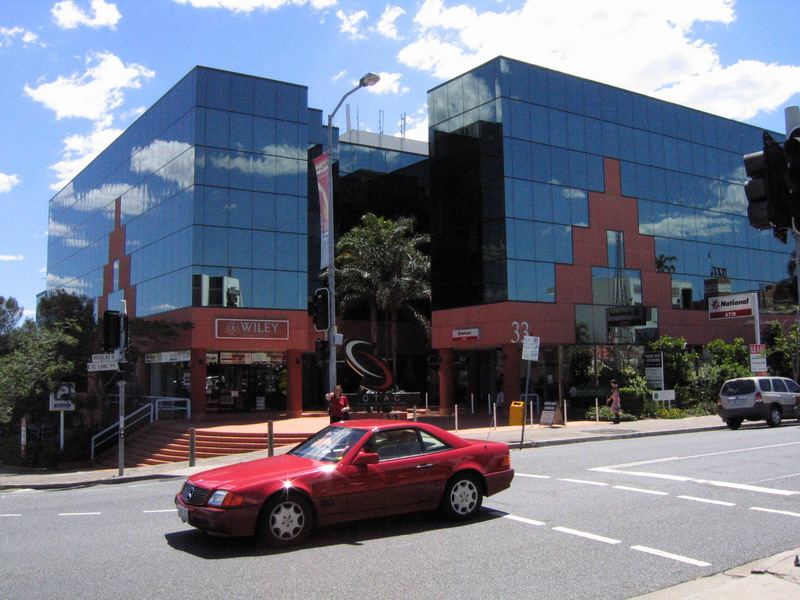
APNIC-Bürogebäude in Brisbane.

- British Indian Ocean Territory (UK)
- Brunei
- Kambodscha
- VR China
- Christmas Island (Australien)
- Cocos (Keeling) Islands (Neuseeland)
- Cook Islands (Neuseeland)
- Osttimor
- Fidschi
- Französisch-Polynesien (Frankreich)
- Französische Süd- und Antarktisgebiete (Frankreich)
- Guam (U.S.)
- Hongkong (VR China)
- Indien
- Indonesien
- Japan
- Kiribati
- Nordkorea
- Südkorea
- Laos
- Macau (VR China)
- Malaysia
- Malediven
- Marshallinseln
- Mikronesien
- Mongolei
- Myanmar (Burma)
- Nauru
- Nepal
- Neukaledonien (Frankreich)
- Neuseeland
- Niue (Neuseeland)
- Norfolk Island (Australia)
- Nördliche Marianen (U.S.)
- Pakistan
- Palau
- Papua-Neuguinea
- Philippinen
- Pitcairn (UK)
- Réunion (Frankreich)
- Samoa
- Singapur
- Salomonen
- Sri Lanka
- Taiwan
- Thailand
- Tokelau (Neuseeland)
- Tonga
- Tuvalu (Neuseeland)
- Vanuatu
- Vietnam
- Wallis und Futuna (Frankreich)

Die APNIC betreute die Länder Madagaskar, Mauritius und Seychellen, bevor die AfriNIC gegründet wurde.